# Rigips Romania
Rigips Romania este cel mai mare producător de sisteme de construcții pe bază de gips-carton și ipsosuri din România, parte a grupului francez Saint-Gobain.
Rigips Romania are din 2005, la Turda, o fabrică de panouri de gips-carton cu o capacitate de producție de 15 milioane mp.
În plus, compania operează din 1999 o carieră la Cheia și o fabrică de ipsosuri la Turda.
Principalii competitori ai Rigips Romania sunt Lafarge Arcom Gips, parte a grupului francez Lafarge, și Knauf Gips și Norgips, firme controlate de grupul german Knauf.
Cifra de afaceri:
- 2007: 174 milioane lei (52 milioane euro)[4]
- 2007: 40 milioane euro[5]